# 林衍
林衍（？—1270年）是高麗王朝時期武人政權的掌權者。高宗、元宗時期的權臣。
根據《高麗史》記載，林衍原名林承柱，本貫鎮州林氏。而其父親不知來自何方，僑居鎮州（今忠清北道鎮川郡），娶州吏的女兒為妻，因此以鎮州為本貫。林衍最初為大將軍宋彥祥的部下，因擊退蒙古兵的功績被任命為隊正。當時有一個名叫林孝侯的人與林衍的妻子私通。林衍知道後，也誘導林孝侯的妻子與自己私通，報了此仇。有人告發了此事，但將軍金俊對他的行為讚賞不已，力救得免，並推薦他擔任郎將。因此林衍認金俊為義父。
1258年，林衍同金俊、柳璥發動兵變，殺死了崔竩，崔氏政權覆滅。由於林衍在推翻崔氏政權、恢復王權的過程中起重大作用，被高麗高宗授予「衛社功臣」的稱號。
1268年，因與金俊發生田界衝突，林衍殺死了金俊，盡滅其黨，建立新的武人政權。次年廢黜高麗元宗，擁立安慶公王淐為王。林衍則被任命為教定別監，獨攬朝政。
元宗是親元派人物，元宗的被廢觸犯了元朝的利益，因此忽必烈遣使詰問林衍。林衍則謊稱元宗是因病遜位的，元朝要求元宗與安慶公王淐同來元大都以斷其曲直。林衍拒絕了這一要求，隨後元朝發兵進攻高麗。林衍發兵抗擊元軍，失敗竄居海島，元宗復位。
林衍遣夜別抄軍至各地方抗擊元軍，並責令百姓入居海島。元朝遣使要求林衍投降，被他拒絕了。不久以後，林衍因過度擔憂的緣故，疽發背而死。諡號莊烈。其子林惟茂嗣位。

## 家族
- 夫人：不詳
  - 長子：林惟幹（朝鲜语：임유간）
  - 次子：林惟茂
  - 三子：林惟栶（朝鲜语：임유인）
  - 四子：林惟柜
  - 五子：林惟提